# Linda Ronstadt
Linda Maria Ronstadt (sinh ngày 15 tháng 7 năm 1946) là một ca sĩ nhạc nổi tiếng người Mỹ đã nghỉ hưu, được biết đến với việc hát trong một loạt các thể loại bao gồm rock, country, light opera và Latin. Cô đã giành được 10 giải Grammy, ba giải thưởng Âm nhạc Mỹ, hai giải thưởng Academy of Country Music, Giải thưởng Emmy và Giải thưởng ALMA, và nhiều album của cô đã được chứng nhận vàng, bạch kim hoặc nhiều lần bạch kim ở Hoa Kỳ và quốc tế. Cô cũng đã giành được đề cử cho một giải thưởng Tony và một giải Quả cầu vàng. Cô đã được Học viện Ghi âm Latin trao tặng Giải thưởng Thành tựu trọn đời Latin năm 2011 và cũng được trao giải Thành tựu trọn đời Grammy của Viện Hàn lâm năm 2016. Cô được giới thiệu vào Đại sảnh vinh danh Rock and Roll vào tháng 4 năm 2014. Vào ngày 28 tháng 7 năm 2014, cô đã được trao Huân chương Nghệ thuật và Nhân văn Quốc gia.  Năm 2019, cô sẽ nhận được một ngôi sao chung với Dolly Parton và Emmylou Harris trên Đại lộ Danh vọng Hollywood cho thành tựu của họ với tư cách là nhóm Trio.
Tổng cộng, cô đã phát hành hơn 30 album phòng thu và 15 album tổng hợp hoặc các hit thành công nhất. Ronstadt đã xếp hạng 38 đĩa đơn Hot 100 của Billboard, với 21 người lọt vào top 40, 10 trong top 10, ba ở vị trí số 2 và " Bạn không tốt " ở vị trí số 1. Thành công này không chuyển sang Anh, chỉ có " Blue Bayou " duy nhất của cô lọt vào Top 40 của Vương quốc Anh. Bản song ca của cô với Aaron Neville, "Don't Know Much", đạt vị trí thứ 2 vào tháng 12 năm 1989. Ngoài ra, cô đã xếp hạng 36 album, 10 album top 10 và ba album số 1 trên Bảng xếp hạng album Popboard của Billboard. Cuốn tự truyện của cô, Simple Dreams: A Musical Memoir, đã được xuất bản vào tháng 9 năm 2013. Nó đã xuất hiện trong Top 10 trên danh sách bán chạy nhất của Thời báo New York.
Ronstadt đã cộng tác với các nghệ sĩ trong thể loại đa dạng, bao gồm Bette Midler, Billy Eckstine, Frank Zappa, Carla Bley (Escalator Over the Hill), Rosemary Clooney, Flaco Jiménez, Philip Glass, Warren Zevon, Emmylou Harris, Gram Parsons, Dolly Parton, Neil Young, Paul Simon, Earl Scruggs, Johnny Cash và Nelson Riddle. Cô đã cho mượn giọng hát của mình trong hơn 120 album và đã bán được hơn 100 triệu bản, đưa cô trở thành một trong những nghệ sĩ có đĩa bán chạy nhất mọi thời đại. Christopher Loudon, của Jazz Times, đã viết vào năm 2004 rằng Ronstadt "được ban phước với dàn thanh âm được cho là khỏe nhất trong thế hệ của cô ấy".
Sau khi hoàn thành buổi biểu diễn trực tiếp cuối cùng vào cuối năm 2009, Ronstadt đã nghỉ hưu vào năm 2011. Cô được chẩn đoán mắc bệnh Parkinson vào tháng 12 năm 2012, khiến cô không thể hát.